# 219. motorizirana strelska divizija (ZSSR)
219. motorizirana strelska divizija je bila motorizirana strelska divizija Rdeče armade v času druge svetovne vojne.

## Zgodovina
Divizija je bila ustanovljena aprila 1941 v Harkovu in uničena septembra istega leta med bitko za Kijev.